# Rode (ciutat)
Rode o Rodes (Ῥόδη o Ῥόδος, o Ῥοδίπολις, segurament Ῥόδη πόλις), en llatí Rhodus, fou una colònia grega a la costa del país dels ibers indigets (avui l'Empordà), que perdurà després com a ciutat romana i fins a l'època visigòtica. Les seves restes són al nord-oest de l'actual vila de Roses, dintre de l'antic clos murallat conegut com la Ciutadella de Roses i que fins a finals del segle xviii havia contingut la vila vella. El jaciment de Rode està inclòs en les disposicions legals de protecció del patrimoni històric que afecten el conjunt del recinte de la Ciutadella de Roses, amb la declaració de bé cultural d'interès nacional. Donà nom a la població altempordanesa de Roses, desenvolupada més tard sobre les seves restes.

## Origen
Des del Renaixement, la tradició erudita identificà Rode amb Roses, però no se'n tingué confirmació arqueològica fins que, a la dècada de 1960, s'excavà una ciutat romana del Baix Imperi dintre del recinte de la Ciutadella de Roses, amb nivells arqueològics que arriben fins a l'època grega. El 1916-1917 hi va excavar Emili Gandia i Ortega, però els resultats restaren inèdits.
Els indicis arqueològics i escrits apuntaven vers una colònia aparentment fundada pels rodis. Tant el nom de la ciutat finalment localitzada, com el seu emblema (la rosa dels rodis, que apareix al revers de les monedes que s'hi encunyaren) i la tradició escrita grecollatina (en particular, Estrabó, que al segle i aC n'afirmà una fundació ròdia i posterior transferència als massaliotes), semblaven abonar aquesta hipòtesi. Ara bé, l'expansió dels rodis per la Mediterrània occidental, abans de l'hegemonia dels foceus, és molt mal coneguda, documentalment i arqueològicament. Si una fundació ròdia fos certa, implicaria una cronologia en el segle VIII o VII aC i, tanmateix, les excavacions arqueològiques al jaciment de Rode no proporcionen proves anteriors al segle iv aC. D'altra banda, algunes fonts escrites vinculen la fundació a Massàlia, i l'arqueologia els dona la raó.
D'acord amb això, actualment es pensa que Rode hauria estat fundada en el segon quart del segle iv aC pels grecs de Massàlia. Els massaliotes s'instal·laren a Roses, molt probablement sobre un assentament ibèric anterior, per recuperar el mercat que els grecs foceus d'Empúries, primer dependents d'ells i ara rivals, havien conquerit durant el segle anterior. La badia de Roses els oferia un port natural d'immillorables condicions per comerciar amb els ibers que habitaven a la comarca, ara amb uns nivells d'ocupació més atractius que quan escolliren Empúries per a una primera fundació. La vinculació als rodis s'entén actualment com una possible llegenda originada a Rodes o a la mateixa Rode.

## Història
Durant el tercer quart del segle iv aC es consolidà el nou nucli comercial fundat per Massàlia, que hi exercia el control i se'n servia com a port secundari, molt probablement destinat sobretot a drenar els excedents de cereals de la plana. El territori llavors dominat per Rode era el situat entre la Muga i l'Albera, en el qual destacava el nucli ibèric de Peralada, i de fet possiblement coincident amb al pagus alt-medieval de Peralada. La zona urbana habitada en aquests moments era el turó de Santa Maria, sobre el qual més tard seria fundat el monestir de Santa Maria de Roses.
A partir de finals del segle iv aC Rode experimentà una forta expansió econòmica, que la portà a independitzar-se de Massàlia i a afirmar-se com a ciutat. Durant aquesta època es construïren edificis públics i, particularment, un nou hàbitat artesanal i portuari, l'anomenat barri hel·lenístic, la ciutat encunyà dracmes propis (amb la llegenda rodeton i la imatge d'una rosa) i deixà sentir la seva influència comercial nord enllà fins a l'Erau.
El segle iii aC fou per a Rode una època florent, en què exportava ceràmica pròpia (sobretot de vernís negre) a altres indrets de la Mediterrània occidental, que també col·locava al mateix mercat altempordanès. Aparentment, Rode es va veure beneficiada per l'allunyament dels interessos de Massàlia, que s'aproximà a Roma per contrarestar la creixent pressió cartaginesa, alhora que ella mateixa, com Empúries, basculava cap a les xarxes comercials púniques, sobretot de les illes Balears, important centre de redistribució cap a la Mediterrània central i meridional. Aquest desenvolupament econòmic es degué veure alimentat per un creixement demogràfic, probablement constituït per població indígena de la comarca. D'altra banda, hom pensa que la relació amb Empúries degué passar per moments d'entesa comercial i d'oberta rivalitat.
A partir de finals del segle iii aC, paral·lelament a la creixent penetració romana i a l'inici de la Segona Guerra Púnica, que limità progressivament l'anterior influència comercial de la ciutat, s'inicià una lenta davallada, que posà Rode, com Empúries, davant la tessitura d'haver d'optar per fer costat a la nova potència emergent romana o per enfrontar-s'hi. En aquests moments d'inestabilitat econòmica i militar ambdues colònies gregues es fortificaren.
Les colònies gregues de la costa catalana acabaren cedint davant Roma i aliant-se amb la nova potència. Empúries obrí les portes a Escipió, que hi desembarcà al capdavant del seu exèrcit el 218 aC, i els romans optaren a partir d'aleshores per potenciar aquesta ciutat com a màxima aliada a la zona. Però els ibers es resistiren a la dominació romana i s'hi enfrontaren, i també ho feu Rode, potser a causa de la importància de l'element indígena en el seu poblament. Roma reaccionà brutalment i un nou exèrcit comandat pel cònsol Marc Porci Cató desembarcà a Empúries i expugnà Ullastret i els altres nuclis de població ibèrics i també Rode, que des d'aleshores esdevingué un nucli menor sota control emporità.
Durant l'Alt Imperi, no es troben gaire vestigis de la presència romana al jaciment i per això se suposa que Rode va ser un nucli residual en la xarxa de ciutats romanes de Catalunya. Més tard, però, quan Empúries entrà en decadència durant la crisi del segle iii, Rode, ben significativament, revifà. Excavacions recents hi han localitzat una factoria de salaons de peix que estigué en activitat durant els segles IV i V. També hi ha la possibilitat que fos seu efímera del bisbat de Rotdon. Després, fou assolada pels vascons al segle vi i, finalment, conquerida pels àrabs el 713, que la van dominar fins vers el 797.